# Knife River flint
Knife River flint er en særlig karamel- eller mørkebrun, gennemskinnelig stenart.:3.5  Den er koncentreret langs Knife River i det vest-centrale North Dakota i Dunn - og Mercer amt, men den specielle flint forekommer også i mindre mængder i nogle af nabo-staterne. Stykker af Knife River flint på op til 50 kg:174  findes både fritliggende og gemt i de øvre jordlag.:3.5 

## Flintens egenskaber og brugen af den
Stenen er opbygget af tynde, sammenpressede lag (en slags laminat) og har en fin struktur.:3.16  Dens egenskaber gør den egnet til præcis forarbejdning, som arkæologiske fund af f.eks. pilespidser af Knife River flint viser.:325  Flinten har en hårdhed mellem sort flint og den blødere kalcedon.:325  Materialets slidstyrke gjorde flinten meget anvendelig til skære- og skrabe-redskaber:325  og også som flint til flintebøsser i historisk tid.:98 
Varmebehandlet Knife River flint flækker på en anden måde end rå flint.:3.58 

## Værdsat gennem årtusinder
Med skiftende intensitet blev Knife River flint uafbrudt anvendt af indfødte amerikanere gennem knap 11.000 år startende fra omkring år 9.000 f.Kr.:325  Den største interesse for stenarten stod på mellem 9.000 f.Kr til 6.000 f.Kr. (Paleoindian epoken) og igen fra starten af vor tidsregning og frem til 1600-tallet (Middle Plains Woodland epoken).:9 og 17 

## Oprindelsen til flinten og flodens navn
Knife River flint kaldes sådan efter floden, hvor stenarten hovedsagelig forekommer. At Knife River (Kniv floden) hedder, som den gør, skyldes de lokale hidatsaers navngivning af vandløbet, hvor de fandt flint til bl.a. stenknive.:227 

## Flintestens-gruberne
Indianerne gravede sig ned til flinten gemt i jordlagene på begge sider af Knife River. De dybeste gruber når over to meter ned i jorden,:5  andre kun 35 centimeter.:27  Det bredeste hul har en omkreds på fem meter.
Flere gruber er så gamle, at vinden i tidens løb har fyldt dem med jord igen, så de ikke umiddelbart er synlige.:5 

## Et arkæologisk eldorado
Intet sted i North Dakota er tætheden af arkæologiske pladser større end ved Knife River, hvilket forklares med forekomsten af den værdsatte og relativt let tilgængelige stenart af god kvalitet.:3.1  Området fremviser en forhistorisk aktivitet med at finde/bryde sten næsten uden lige i Nordamerika.:179 
På mindst én og samme arkæologiske plads i Dunn amt både fandt og forarbejdede indianere Knife River flint,:330  mens de lå i lejr ved stenbuddet.:6  Lynch Quarry Site i samme amt har tusindevis af synlige gruber:13  på et 690 acres stort areal:9  og er et beskyttet National Historic Landmark. Et lille flintestensbrud i Mercer amt ejes af State Historical Society of North Dakota.:3.34 

## Adgangen til flinten og distributionen af den
I såvel forhistorisk som historisk tid anlagde hidatsaerne flere byer i nærheden af eller ved Knife River, muligvis for at opnå kontrol over de rige flinteforekomster højere oppe ad floden.:121  I nogle hidatsa byer undersøgt af arkæologer var ni ud af ti stenredskaber lavet af det lokale Knife River flint.:151  Tilmed på fjernere arkæologiske pladser i f.eks. Manitoba og Saskatchewan udgør Knife River flint det mest anvendte stenmateriale.:32  Gennem et ret veludviklet handelsnetværk nåede flinten ud til folk over 800 kilometer fra Knife River,:34  og måske endnu længere væk. En mindst 6.000 år gammel spydspids af Knife River flint er fundet i det østligste Illinois, over 1.300 kilometer fra vandløbet i North Dakota.:225 

## Knife River flint og hidatsaerne
Hidatsaerne havde flere traditionelle steder at finde og bryde Knife River flint. Sten, der ikke havde været udsat for sol og luft, var de foretrukne. Hidatsaerne gravede sig ned til flinten i jorden og brød stenstykker af med varmehærdede stokke af asketræ.:166 